# Revolução dos 44
Revolução dos 44 ou Revolución de los 44 refere-se a um grupo de rebeldes salvadorenhos, conhecidos como los cuarenta y cuatro, que se revoltaram contra o governo do general Carlos Ezeta em 1894, em El Salvador. A ação teve êxito em tomar a cidade de Santa Ana e forçar a deposição do então presidente.

## Antecedentes
Carlos Ezeta tornou-se presidente do país depois de uma traição ao presidente, o general Francisco Menéndez Valdivieso. Carlos Ezeta era ministro de guerra da administração presidencial. Aproveitando-se de uma celebração de uma vitória militar passada, em 22 de junho de 1890, as tropas leais a Ezeta tomaram de surpresa a residência do presidente, onde as celebrações ocorriam. Ali foi proclamado ao público a usurpação do poder, durante o qual Francisco Menéndez sofreria um ataque cardíaco.

## Revolução
Ezeta se tornou presidente oficialmente em 1 de março de 1891. Junto com o seu irmão Antonio dirigiu um governo de cariz oligárquica do quartel da Segunda Brigada de Infanteria. No ano de 1894, a rejeição ao seu governo aumentou e inúmeros conspiradores que desejavam extirpá-lo do governo seriam perseguidos. Embora muitos fugissem para a Guatemala, em 29 de abril daquele ano, 44 rebeldes liderados por Doroteo Caballero chegaram através da fronteira deste país a Santa Ana. Ali tomariam o quartel e exigiriam a rendição das tropas.
O governo se reorganizou para sufocar a rebelião. Antonio Ezeta, destacado em Santa Ana, recuou para Coatepeque, onde solicitou reforços para a cidade. Embora tenha havido discordância e desorganização em relação ao controle da cidade e, apesar de um novo cerco das tropas oficiais e sangrentos ataques, as forças rebeldes conseguiram suportar os ataques  até maio sem que os homens de Ezeta os derrotassem. No entanto, em 16 de maio, as tropas oficiais, eventualmente, superariam os rebeldes.

## Novo governo e exílio dos irmãos Ezeta
Até o dia 21, as vitórias revoltosos debilitariam os governistas até a sua derrota. Antonio Ezeta depois partiu para Coatepeque, e os rebeldes avançaram para Opico, perto da capital, sob as ordens dos generais Tomás Regalado, Salvador Ávila e do coronel Emilio Calderón. Como esta nova força provou ser muito poderosa, os irmãos Ezeta foram obrigados a fugir do país no exílio. O presidente provisório Rafael Antonio Gutiérrez entrou na capital em 29 de julho de 1894.
Mais tarde, o general Tomás Regalado, que foi fundamental para a queda do regime dos Ezeta, tornou-se presidente de El Salvador.